# Francisco Vázquez (Radsportler)
Francisco Vázquez de la Torres (* 19. September 1952) ist ein ehemaliger mexikanischer Radrennfahrer und nationaler Meister im Radsport.

## Sportliche Laufbahn
Vázquez war im Straßenradsport aktiv und Teilnehmer der Olympischen Sommerspiele 1972 in München. Im olympischen Straßenrennen schied er aus. Im Mannschaftszeitfahren wurde der mexikanische Vierer mit Agustín Alcántara, Antonio Hernández, Francisco Huerta und Francisco Vázquez 25. des Rennens.
1978 siegte er in der nationalen Meisterschaft im Straßenrennen. Vázquez bestritt auch Rennen im Bahnradsport. Bei den Panamerikanischen Spielen 1975 gewann er die Bronzemedaille in der Mannschaftsverfolgung. Bei den Zentralamerika- und Karibikspielen holte er 1975 ebenfalls Bronze in der Mannschaftsverfolgung.